# Bhirgau
Bhirgau (nep. भिरगाउँ) – gaun wikas samiti we wschodniej części Nepalu w strefie Kośi w dystrykcie Dhankuta. Według nepalskiego spisu powszechnego z 2001 roku liczył on 909 gospodarstw domowych i 4846 mieszkańców (2482 kobiet i 2364 mężczyzn).